# Aura Hiemis
Aura Hiemis ist eine 2004 gegründete Death- und Funeral-Doom-Band.

## Geschichte
Aura Hiemis wurde 2004 von Felipe V. als Ein-Mann-Projekt gegründet. Zur Unterstützung lud er über die Jahre unterschiedliche Musiker in die Band, welche jedoch weiterhin als sein Projekt Bestand hatte. Das als Debüt im Dezember 2006 veröffentlichte Doppel-Album Terra Umbrarum - Ruin & Misery wurde im Sommer 2005 aufgenommen. Nach der Veröffentlichung im Selbstverlag unter der Labelbezeichnung V Empire bestritt die Band ausgiebig Auftritte und veröffentlichte eine Kompilation mit alternativen Versionen und Demoaufnahmen. Die Auftritte wurden von Veränderungen in der Konstellation der Band begleitet, derweil Felipe V. einen Vertrag mit dem chilenischen Label FunerART posmoGROUP für die Veröffentlichung des zweiten Studioalbums schloss. While the Rest of the World Sleep… erschien alsdann nach einem von Juan Escobar begleiteten Aufnahmeprozess von einem Monat im September 2008. Das Album wurde insbesondere in Chile hoch gelobt und durch weitere Auftritte intensiv von der Band beworben, wodurch das russische Label Endless Winter auf Aura Hiemis aufmerksam wurde und die Band unter Vertrag nahm. Endless Winter gab While the Rest of the World Sleep… in überarbeiteter Form erneut heraus und gab der Gruppe die Möglichkeit das Stück Visceral Laments zum 2011 erschienenen Split-Album Synthèse collectif - The Dark Whormholes mit Sculptor und Ego Depths beizusteuern. Zwei Jahre später erschien mit fiVe ein Album, das erneut über Endless Winter herausgegeben wurde. In der Promotionsphase zu fiVe bestritt Aura Hiemis erste Konzerte in Europa. Nach Silentium Manium einem weiteren Album für Endless Winter, einer Download-EP im Selbstverlag ging die Band einen Vertrag mit dem chilenischen Label Australis Records ein, wo nachfolgende Veröffentlichungen erschienen.

## Stil
Aura Hiemis ordnet die eigene Musik einem Funeral Doom zu, derweil Webzines wie Doom-Metal.com die Musik verstärkt als „majestätischen Melodic Death Doom“ kategorisieren. Als Vergleich wird auf Mar de Grises, Lethargia, Mournful Congregation, Novembers Doom und Disembowelment verwiesen. Die Musik baut „im Wesentlichen auf langen, trägen und düsteren Gitarren-Leads, die den Kompositionen zugrunde liegen“ auf. Das Melodiespiel der Gitarre bildet einen Rahmen der Instrumentierung. Dieser wird durch ein reduziertes Riffing verstärkt, während das zurückhaltende Keyboardspiel der Musik Tiefe und Leichtigkeit verleiht.

## Rezeption
Veröffentlichung die über die chilenischen Label FunerART posmoGROUP und Australis Records erschienen fanden vornehmlich national Beachtung, die über das russische Label Endless Winter erschienenen hingegen wurde auch international wahrgenommen. Das Split-Album Synthèse Collectif – The Dark Whormholes und die Wiederveröffentlichung von While the Rest of the World Sleep… wurden positiv rezipiert, das Album Silentium Manium hingegen als mittelmäßig, orientierungslos und indifferent beurteilt.

## Diskografie
- 2005: Terra Umbrarum - Ruin & Misery (Album, V-Empire)
- 2006: Maeror Demens (Remixes and Demos) (Kompilation, V-Empire)
- 2008: While the Rest of the World Sleep… (Album, FunerART posmoGROUP)
- 2011: Synthèse collectif - The Dark Whormholes (Split-Album mit Sculptor und Ego Depths, Endless Winter)
- 2013: fiVe (Album, Endless Winter)
- 2016: Sick ov Waiting (Download-EP, Selbstverlag)
- 2017: Silentium Manium (Album, Endless Winter)
- 2018: 4 Ways to Die (Split-Album mit Infame, A Sad Bada und Goethya, Australis Records)
- 2020: eVe (Single, Australis Records)
- 2020: Wenn der Regen fällt (Album, Australis Records)